# Sofie Brandvarm (dokumentar)

“Sofie Brandvarm” er en TV2-dokumentar tre afsnit fra 2019 om sex-arbejderen Sofie Brandvarm, som sælger sex fra en lejlighed i Horsens. Sofie blev landskendt da hun i 2018 deltog i TV2-programmet "Mit liv som luder" i hvilke hun har valgt at bryde tabuet, der er forbundet med sexbranchen ved at være åben om sit arbejde.
Oprindeligt vist på TV2 i 2019. Dokumentaren er produceret af Impact TV aps.

## Handling
Reportageserien følger Sofie Brandvarm i hendes daglige arbejde, hendes relation med sin mor samt hendes kontakt med kommunen, der retter en bekymring for, om hun kan tage vare på sine to børn .
Da Sofie Brandvarm inviteres til møde hos Ligestillingsministeren bliver hun engageret i den politiske del af sex-branchen. Sofie Brandvarm undersøger arbejdsforholdene for sexarbejde i både Tyskland og New Zealand og vender tilbage til Danmark med intentioner om at engagere det politiske niveau i at forbedre forholdene for de danske sexarbejde. Hun mødes dog af en kølet interesse fra Ligestillingsministeren. I slutningen af serien stifter Sofie Brandvarm sammen med andre sexarbejdere brancheforeningen “Sexbranchen Danmark”, for at varetage det videre arbejde med at forbedre forholdene for sexarbejde i Danmark. Den videre drift af denne organisation er uvist.

## Eksterne referencer
- https://impacttv.dk/sofie-brandvarm Arkiveret 13. januar 2022 hos  Wayback Machine
- https://www.tv2.dk
- https://tv.tv2.dk/sofie-brandvarm